# Восстание мисимиян
Восстание мисимиян — вооруженный конфликт 555—556 гг., вызванный недовольством этого кавказского племени из-за известия передачи византийцами крепости Бухлоон аланам.
В 554 году в Абхазию прибыл византийский чиновник Сотерих, с целью попасть из неё на Северный Кавказ и передать союзным аланам 160 тысяч золотых монет в качестве оплаты охраны перевальных путей. Он остановился в крепости Бухлоон (совр. Пахлауан/Пахлауани на правом берегу реки Ингур, на границе Абхазии и Грузии), принадлежавшей народу мисимиян, страна которых граничила с землями апсилийцев (совр. абхазцев). Среди мисимиян появились слухи о том, что византийцы собираются передать её аланам, после чего они отправили к ним своих послов Хуаду и Туану, которых греки оскорбили и избили палками. Мисимияне, не выдержав подобного унижения, ворвались в Бухлоон и убили Сотериха с приближёнными, захватив богатую добычу. Они попросили помощи у персов, воевавших тогда с Византией. Весной 555 года в пределы Абхазии вступило 50-тысячное персидское войско. Персы создали серьёзную угрозу местным союзникам Византии, но с приходом зимы покинули землю мисимиян, отправившись в Котаисий (совр. Кутаиси). 
После этого против восставших выдвинулись более 4 тысяч византийских пехотинцев во главе с опытным стратегом Мартином. Они нашли горную тропу к главной крепости врага Тцахар, располагавшейся, согласно предположению советского и абхазского археолога Ю. Н. Воронова, на горе Пскал у входа в Кодорское ущелье, неподалёку от римской крепости Цибилиум (совр. село Цебельда). 
Прежде, чем штурмовать крепость, византийцы разорили расположенное поблизости от неё мирное селение, умертвив при этом немало женщин и детей. «Римляне, — рассказывает об этом с осуждением византийский поэт и историк Агафий Миринейский, — встречая их при выходе и принимая их, так сказать, мечами, произвели страшное избиение. Одни, уже выскочившие, немедленно умерщвлялись, а за ними другие, за ними третьи, так что не было никакого перерыва в избиении, производимом в общей свалке. Многие женщины, вскочив с постелей, с громким плачем высыпали на улицу. Но, охваченные гневом, римляне не пощадили и их. И они, жесточайшим образом изрубленные, явились искупительной жертвой за преступное бесстыдство своих мужей. Одна красивая женщина выскочила с зажженным факелом в руках и была хорошо видима, но и она, пронзенная копьем в живот, погибла самым жалким образом. Из римлян же кто-то, схватив факел, бросил огонь в жилище. Жилища, построенные из дерева и соломы, быстро воспламенились. Пламя поднялось так высоко, что возвестило о происходящем и народу апсилийцев и другим, более отдаленным. Тогда, конечно, варвары стали погибать еще более страшным способом. Те, кто оставались дома, сжигались вместе с домами, или их давили обрушивающиеся постройки. Над теми же, которые выскакивали из домов, нависала еще более верная смерть от мечей. Было захвачено много блуждающих детей, ищущих своих матерей. Из них одних умерщвляли, жестоко разбивая о камни; другие, как бы для забавы подбрасываемые высоко и затем падая вниз, принимались на подставляемые копья и пронзались ими в воздухе. И, конечно, римляне не без основания проявляли величайшее озлобление против мисимиян как за убийство Сотериха, так и за преступное злодейство по отношению к послам; но, разумеется, не следовало по отношению к грудным детям, которые отнюдь не являлись участниками злодейств их отцов, свирепствовать так жестоко». 
По окончании резни уставшие византийцы остановились у стен крепости на привал. Ночью около 500 мисимиян сделали вылазку, перебив немало спящих, но византийцы сумели перегруппироваться. В завязавшейся схватке отличился славянский воин на византийской службе Сваруна, сумевший расстроить ряды врагов, построившихся по римскому обычаю (!) «черепахой». Используя катапульты, византийцы взяли Тцахар штурмом, после чего заключён был мир.